# Номура, Тацудзи
Тацудзи Номура (яп. 野村 達次 Nomura Tatsuji), (15 мая 1922 — 11 января 2013) — специалист в области экспериментов над животными, директор Центрального института экспериментальных животных (Central Institute for Experimental Animals, CIEA) в Японии.

## Эксперименты на животных
Важнейшим достижением Номуры является создание комплексных систем экспериментов на животных для обеспечения воспроизводимости экспериментальных результатов в медицинских исследованиях. До того, как его концепции были применены, обычно считалось очень трудным или даже невозможным получить воспроизводимые результаты в медицинских исследованиях с использованием лабораторных животных, главным образом из-за индивидуальных различий подопытных. Он изменил эту парадигму медицинских исследований, создав комплексные системы экспериментов на животных.
Одним из факторов, влияющих на воспроизводимость результатов экспериментов на животных, является окружающая среда, в которой проводится эксперимент, включая температуру и влажность помещения с животными, размеры клеток и лиц, осуществляющих уход. В 1959 году Рассел и Берч предложили термин «драматип», обозначающий влияние ближайшего окружения на фенотип. Номура доработал эту концепцию, чтобы подчеркнуть важность контроля окружающей среды для обеспечения воспроизводимости результатов экспериментов на животных. Он создал международное партнерство для использования в опытах трех типов животных:
- Трансгенные полиомиелитные мыши — широко используются при тестировании нейровирулентности вакцины против полиомиелита в качестве замены обезьян. (Одобрено Всемирной организацией здравоохранения в марте 2003 г.)[4].
- Трансгенные rasH2 мыши — для сокращения периода испытаний на канцерогенность при разработке лекарств с двух лет до шести месяцев. (Одобрено FDA, NTP и ЕС в 2003 г.)[5].
- Мыши NOD/Shi-scid/IL-2Rγnull (NOG мыши) — новое поколение крайне иммунодефицитных мышей, которые на сегодняшний день являются лучшими кандидатами на роль гуманизированных мышей[6].

## Этическая система
Центральный институт экспериментальных животных разработал системы экспериментов на животных, основанные на концепции «научные эксперименты на животных с воспроизводимыми результатами не могут быть достигнуты, если эксперименты не проводятся этично с животными, поддерживаемыми в нормальном состоянии». С этой целью был принят принцип замены, сокращения количества животных в исследованиях и усовершенствования экспериментов — Концепция 3R (Replacement, Refinement, Reduction). Впервые принцип был предложен Расселом и Берчем в 1959 году.
Используя животных под строгим контролем качества и контролируя окружающую среду, чтобы они не подвергались стрессу, можно сократить количество животных, используемых в экспериментах в соответствии с принципом «сокращения» (Reduction среди 3R). Также возможно предотвратить мышиный гепатит или вирус Сендай, путем периодического мониторинга микробиологического статуса животных для ранней диагностики и обеспечения качества, а также для сведения к минимуму дискомфорта животных в соответствии с принципом «усовершенствования» (Refinement среди 3R).
Эти меры Номура направлял на поддержание животных в нормальном состоянии за счет минимизации стресса. Он показал, что, если животных не содержать в нормальном состоянии, воспроизводимость результатов экспериментов на животных как на «живых измерительных приборах» не может быть обеспечена. Номура создал систему, в которой мыши с введенным рецептором вируса полиомиелита человека (полиомиелитные мыши) заменяют наиболее близких к человеку обезьян, используемых при тестировании нейровирулентности живой полиовакцины в соответствии с принципом «замены» (Replacement среди 3R). Количество используемых животных также можно сократить за счет использования мышей, подлежащих более строгому контролю качества, чем обезьян. «Замена» означает постепенный переход к исследованиям без использования животных. В дополнение переход к методу без использования филогенетически более высокоразвитых животных, таких как обезьяны является методом естественной защиты. Используя эту альтернативу, Номуре удалось снизить зоонозные риски для исследователей.

## Центральный институт экспериментальных животных (CIEA)
До 2013 года Номура был директором Центрального института экспериментальных животных в Японии, основав его в 1952 году.

## Биография
- 1945: окончил медицинский факультет Университета Кейо по специальности медицина.
- 1945–1954: сотрудник института инфекционных болезней (Institute of Infectious Diseases) Токийского университета, Япония.
- 1956: защитил диссертацию на звание доктора медицинских наук.
- 1957–1997: член совета директоров Японской ассоциации экспериментальных исследований на животных (Japanese Association for Laboratory Animal Science, JALAS).
- 1966–2013: директор CIEA.
- 1972–1979 годы: казначей Международного совета по науке о лабораторных животных (International Council for Laboratory Animal Science, ICLAS).
- 1980 – 2013: председатель со стороны Японии американо-японского совещания по науке о лабораторных животных.
- 1981 – 2013: приглашенный профессор медицинского факультета Университета Кейо.
- 1982–1998: председатель Национального комитета по лабораторным животным, Научный совет Японии.
- 1995–2003: вице-президент ICLAS.
- 1997–2003: Председатель программы Центра мониторинга и информации ICLAS.
- 1999 – 2013: советник Японского общества сохранения органов и медицинской биологии (Japan Society for Organ Preservation and Medical Biology).
- 2006 – 2013: Председатель правления CIEA.

## Награды
- 2005: Премия Мари Коутс, ICLAS
- 2001: Степень доктора ветеринарной медицины, Honoris Causa, Совет Университета Махидол, Таиланд[11].
- 2000: Специальная премия признания, Центр оценки и исследований биологических препаратов, Управление по контролю за продуктами и лекарствами США (работа с мышами TgPVR21).
- 1998: Орден Золотой и Серебряной звезды Священного сокровища, правительство Японии[12].
- 1998: Специальная премия признания, Центр оценки и исследований лекарств, Управление по контролю за продуктами и лекарствами США, США (практическая разработка мышей TgrasH2).
- 1997: Человек за культурные заслуги, правительство Японии[13].
- 1993: Культурная премия Эйдзи Ёсикавы, Япония
- 1988: Премия Мемориала Мюльбока, ICLAS
- 1984: Почетная медаль с пурпурной лентой, правительство Японии.
- 1975: Премия за высшие достижения Японской медицинской ассоциации.
- 1965: Первая премия памяти КОДЗИМЫ, Япония.

## Внешние ссылки
- Сайт Центрального института экспериментальных животных